# Toscaans Open
Het Toscaans Open is een golftoernooi van de Europese Challenge Tour.
Het toernooi heet officieel het Mugello Tuscany Open. De eerste editie vond plaats in 2010.  Winnaar was de Nederlandse speler Floris de Vries, die de Deen Thorbjørn Olesen in de play-off versloeg. Er werd gespeeld op de UNA Poggio dei Medici Golf Club bij Florence. Het toernooi telt ook mee voor de nationale Pro Tour.
In Italië zijn in 2010 drie toernooien van de Challenge Tour, in oktober staan de Roma Golf Federation Cup op Olgiata en de Apulia San Domenico Grand Final in Puglia nog op de agenda.
In 2013 staan het behhalve het Toscaans Open (juli) ook het Montecchio Golf Open (mei) en de Federation Cup (oktober) op de agenda.

## De baan
Op deze baan werd van 1999-2003 het Italiaans Ladies Open van de Ladies European Tour gespeeld. De baan ligt in de regio Mugello die deel uitmaakt van het glooiend Toscaans landschap in. Het ontwerp van de baan is gemaakt door Alvise Rossi Fioravanti en Baldovino Dassu, speler op de Europese PGA Tour en winnaar van het Italiaans Open in 1976. De par van de baan is 71.

## Winnaars
| Jaar                 | Baan                                                           | Winnaar                                                        | Score                                                          | Score                                                          | Prijzengeld                                                    |
| Mugello Tuscany Open | Mugello Tuscany Open                                           | Mugello Tuscany Open                                           | Mugello Tuscany Open                                           | Mugello Tuscany Open                                           | Mugello Tuscany Open                                           |
| -------------------- | -------------------------------------------------------------- | -------------------------------------------------------------- | -------------------------------------------------------------- | -------------------------------------------------------------- | -------------------------------------------------------------- |
| 2010                 | UNA Poggio dei Medici Golf Club                                | Floris de Vries po                                             | 274                                                            | -10                                                            | € 150.000                                                      |
| 2011                 | UNA Poggio dei Medici Golf Club                                | Anthony Snobeck                                                | 272                                                            | -12                                                            | € 150.000                                                      |
| 2012                 | niet gespeeld, de baan was omspeelbaar na lange, droge periode | niet gespeeld, de baan was omspeelbaar na lange, droge periode | niet gespeeld, de baan was omspeelbaar na lange, droge periode | niet gespeeld, de baan was omspeelbaar na lange, droge periode | niet gespeeld, de baan was omspeelbaar na lange, droge periode |
| 2013                 | UNA Poggio dei Medici Golf Club                                |                                                                |                                                                |                                                                | € 160.000                                                      |